# Michael Zepek
Michael Zepek (* 19. Januar 1981 in Bad Friedrichshall) ist ein ehemaliger deutscher Fußballspieler. Er wuchs in Siegelsbach auf.

## Karriere
Der Abwehrspieler durchlief alle Jugendnationalmannschaften des DFB und galt als großes Talent. Von 1999 bis 2001 spielte er beim Karlsruher SC – bei dem er unter Trainer Joachim Löw debütierte – jeweils eine Saison in der 2. Bundesliga und der Regionalliga Süd. Anschließend wechselte er zu Bayer Leverkusen, kam allerdings nur in der Regionalligamannschaft zum Einsatz. Zu jener Zeit gab es auch eine lose Anfrage durch Real Madrid. Nach nur einer Saison ging er zum Zweitligisten LR Ahlen (19 Spiele, ein Tor), danach schloss sich zur Spielzeit 2002/03 ein weiteres Jahr beim Karlsruher SC mit 15 Einsätzen an. Ab der Saison 2004/05 spielte er drei Jahre lang bei der TSG 1899 Hoffenheim in der Regionalliga Süd, in denen er auf 61 Spiele (drei Tore) kam. In der Saison 2007/08 spielte er bei der SV Elversberg, in der Spielzeit 2008/09 war er vereinslos.
Vor der Saison 2009/10 verpflichtete der KSV Hessen Kassel Zepek für drei Jahre. Nachdem er zu Beginn der Saison 2011/12 aus dem Kader der ersten Mannschaft ausgeschlossen worden war, kam er unter dem neuen Interimstrainer Holger Brück wieder zum Einsatz. Zum Ende der Saison 2011/12 beendete er seine Karriere und ist nun als Spielerberater tätig.

## Erfolge
- Dritter U16-Europameisterschaft 1997